# Arctia reducta
Arctia reducta är en fjärilsart som beskrevs av Statt. 1934. Arctia reducta ingår i släktet Arctia och familjen björnspinnare. Inga underarter finns listade i Catalogue of Life.